# Charkiv oblast
Charkiv oblast är ett oblast (provins) i Ukraina. Det har en yta på 31 415 km² och dess invånarantal är 2 742 180 (2012). Huvudort är Charkiv.

## Städer
Viktiga städer i oblastet är:
- Charkiv
- Kupjansk
- Tjuhujiv